# Lindernia anagallis
Lindernia anagallis é uma espécie botânica do gênero Lindernia pertencente à família Linderniaceae.